# کاج درازبرگ
کاج درازبرگ (نام علمی: Pinus palustris) نام یک گونه از سرده درخت کاج است.